# Спомен-биста Марку Миљанову у Београду
Спомен-биста Марку Миљанову је споменик у Београду. Налази се на Калемегдану у општини Стари град.

## Опште карактеристике
Спомен биста постављена је 2001. године. Попрсје Марка Миљанова израдио је италијански вајар и сликар Константино Барела, према живом моделу 2. септембра 1899. године на Цетињу. Нову бисту према оригиналном моделу израдио је академски вајар Слободан Савић из Београда, док је постамент пројектовао архитекта Милан Палишашки.
Марко Миљанов (Медун, 25. април 1833 — Херцег Нови, 2. фебруар 1901) је био српски књижевник и војвода из племена Кучи. У младости је био перјаник код кнеза Црне Горе Данила I Петровића. Војводске ознаке му је дао црногорски књаз Никола I Петровић, с којим се касније разишао због политичких неспоразума.